# 尤里隆背鰩
尤里隆背鰩（學名：Notoraja yurii），為軟骨魚綱鰩目單鰭鰩科隆背鰩屬的一種，分布於東印度洋布羅肯海脊海域，深度1064至1624公尺，成魚每側有4個眼眶刺，背外側尾刺明顯較小，尾中部刺多達60個，尾側褶僅出現在尾部後半部，吻長為眼眶徑的4.4-5.2倍，上顎齒排34-40，成魚背部為黑灰色，腹部為深黑褐色，壺腹孔為白色，幼魚呈淺紫褐色，體長可達65.7公分，棲息在軟底質海域，為深海底棲性魚類，屬肉食性，卵生, 生活習性不明。